# 森本清蔵
森本 清蔵（もりもと せいぞう、元治元年4月28日（1864年6月2日） - 昭和8年（1933年）1月12日
）は、日本の教育者。

## 経歴
兵庫県出身。1885年（明治18年）、神戸師範学校を卒業し、ついで1889年（明治22年）に東京高等師範学校を卒業した。愛知県師範学校教諭、同校長、徳島県師範学校教諭、福岡県師範学校校長、東京高等師範学校教授、大阪府師範学校校長を歴任。1904年（明治37年）、大阪府視学官に任じられた。1906年（明治39年）、文部省視学官となり、さらに奉天省教育顧問として清に招聘された。1908年（明治41年）に帰国後は愛知県の明倫中学校校長を務めた。その後、宮崎県立宮崎中学校校長に就任した。

## 参考文献

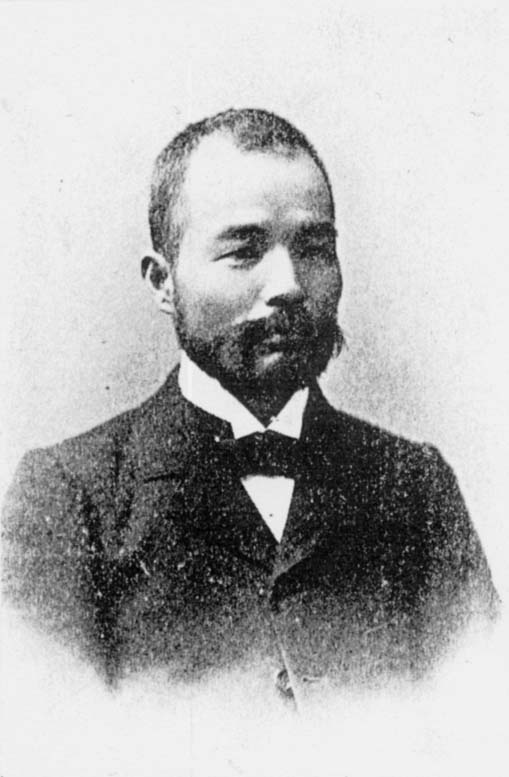
森本清蔵

## 関連文献
- 「高等師範附属小学校主事 森本清蔵君小伝」（『日本之小学教師』第3巻第36号、1901年12月）
- 「名古屋私立 明倫中学校長 森本清蔵氏」（教育実成会編纂 『明治聖代 教育家銘鑒 第壱編』 教育実成会、1912年5月）
  - 『教育人名辞典I 下巻』 日本図書センター、1989年11月、ISBN 4820520733

| 公職                                     | 公職                                                                             | 公職                           |
| ---------------------------------------- | -------------------------------------------------------------------------------- | ------------------------------ |
| 先代 大島正健                            | 宮崎県立宮崎中学校長 1916年 - 1921年                                             | 次代 善波功                    |
| 先代 是石辰次郎                          | 大阪府師範学校長 1902年 - 1904年                                                 | 次代 瀬川彦四郎                |
| 先代 高等師範学校附属小学校主事 小泉又一 | 東京高等師範学校附属小学校主事 1902年 高等師範学校附属小学校主事 1900年 - 1902年 | 次代 主事事務取扱 波多野貞之助 |
| 先代 加藤常七郎                          | 福岡県師範学校長 1898年 - 1900年                                                 | 次代 園田定太郎                |
| 先代 中川郊次郎                          | 愛知県尋常師範学校長 1896年 - 1897年                                             | 次代 清川寛                    |
| その他の役職                             |                                                                                  |                                |
| 先代 千葉良祐                            | 私立明倫中学校長 1908年 - 1916年                                                 | 次代 土屋員安                  |

」